# Манса
Вижте пояснителната страница за други значения на Манса.
Манса (на английски: Mansa, предишно име Форт Роузбъри, Fort Rosebery) е град в Северна Замбия. Намира се в провинция Луапула, на която е главен административен център. Шосеен транспортен възел. До 1994 г. в Манса е имало завод за производство на батерии. След неговото закриване земеделието е основен отрасъл от икономиката на града. Населението му е 78 153 жители (2010 г.).